# Joaquim Chissano
Joaquim Alberto Chissano (født 22. oktober 1939) var den anden præsident i Mozambique. Han var præsident fra 6. november 1986 til 2. februar 2005.
Chissano blev født i landsbyen Chibuto, Gaza i Mosamik. Han var involveret i FRELIMO-bevægelsen i 1960'erne, repræsenterede gruppen i Paris og kæmpede i guerillakrigen mod Portugal. Da landet blev uafhængig i 1975, blev han forfremmet til generalmajor og udnævnt til udenrigsminister. Han blev kendt som en forsigtig diplomat som hjalp til med at genforene radikale og moderate marxister i FRELIMO-partiet. Han blev præsident i landet i 1986, da Samora Machels præsidentfly styrtede i et bjergrigt territorium i Sydafrika.
Efter at borgerkrigen i Mozambique sluttede og RENAMO-oprørerne blev et almindeligt politisk parti, vandt han et partivalg i 1994 og igen i 1999. Han besejrede den tidligere oprørsleder til RENAMO i 1999, Afonso Dhlakama med 52,3% mod 47,7%. Chissano valgte ikke at stille til et nyt valg i 2004. FRELIMO valgte i stedet Armando Guebuza som sin kandidat og som besejrede Dhlakama med endnu større margin. Chissano forlod embedet i slutningen af sin periode i februar 2005. Chissano var formand i den afrikanske union fra juli 2003 til juli 2004.